# Pangonius seitzianus
Pangonius seitzianus är en tvåvingeart som först beskrevs av Günther Enderlein 1931.  Pangonius seitzianus ingår i släktet Pangonius och familjen bromsar.
Artens utbredningsområde är Algeriet. Inga underarter finns listade i Catalogue of Life.